# Wereldkampioenschappen beachvolleybal 2005
De wereldkampioenschappen beachvolleybal 2005 werden van 21 tot en met 26 juni gehouden in de Duitse hoofdstad Berlijn. Het was de vijfde editie van het door de FIVB georganiseerde toernooi. De wedstrijden vonden plaats op de Schloßplatz.

## Opzet
Zowel aan het mannen- als vrouwentoernooi namen 48 teams deel, dus 96 teams en 192 atleten in totaal. Het toernooi werd gespeeld volgens een systeem van dubbele uitschakeling waarbij de verliezers in het hoofdschema verdergingen naar een herkansingsronde. De halve finales werden uiteindelijk gespeeld door de twee overgebleven duo's uit het hoofdschema en de twee overgebleven duo's uit de herkansingsronde.

## Medailles

### Medaillewinnaars
| Onderdeel | Goud | Goud                               | Zilver | Zilver                                     | Brons | Brons                        |
| --------- | ---- | ---------------------------------- | ------ | ------------------------------------------ | ----- | ---------------------------- |
| Mannen    | BRA  | Márcio Araújo Fábio Luiz Magalhães | SUI    | Sascha Heyer Paul Laciga                   | GER   | Julius Brink Kjell Schneider |
| Vrouwen   | USA  | Kerri Walsh Misty May-Treanor      | BRA    | Larissa França Juliana Felisberta da Silva | CHN   | Tian Jia Wang Jie            |

### Medaillespiegel
| Plaats | Land             | Goud | Zilver | Brons | Totaal |
| 1      | Brazilië         | 1    | 1      | 0     | 2      |
| 2      | Verenigde Staten | 1    | 0      | 0     | 1      |
| 3      | Zwitserland      | 0    | 1      | 0     | 1      |
| 4      | China            | 0    | 0      | 1     | 1      |
| 4      | Duitsland        | 0    | 0      | 1     | 1      |
| Totaal | Totaal           | 2    | 2      | 2     | 6      |